# Das Traumschiff: Kapstadt
Das Traumschiff: Kapstadt ist ein deutscher Fernsehfilm unter der Regie von Helmut Metzger, der am 26. Dezember 2020 im ZDF seine Erstausstrahlung hatte. Es ist die 88. Folge der Fernsehreihe Das Traumschiff mit Florian Silbereisen als Kapitän Max Parger in der Hauptrolle.

## Handlung
Für Traumschiff-Kapitän Max Parger, seiner Crew und die Bordpassagiere geht es diesmal nach Kapstadt. Für Schiffsarzt Dr. Sander und auch für Sommelière Vanessa Kranz steht der Abschied an, da beide der Liebe wegen das Traumschiff verlassen werden. Vanessa arbeitet erst zwei Jahre auf dem Schiff, aber sie will sich in Kapstadt mit ihrem Verlobten Tobias treffen, der dort ein Weingut betreibt. Allerdings weiß er nicht, dass Vanessa schon früher kommt als geplant. Die Wiedersehensfreude fällt auch etwas verhalten aus und Vanessa erkennt schon bald warum: eine andere Frau. Ihre Zukunftspläne zerplatzen wie eine Seifenblase. Tobias versucht es ihr zu erklären, aber Vanessa ist bitter enttäuscht, hat sie doch ihr gesamtes Erbe mit in das Weingut gesteckt. Resigniert geht sie zurück an Bord und kann nur hoffen, ihre Anstellung wieder zu bekommen, denn sonst steht sie vor dem Nichts. Unerwartete Unterstützung erhält sie von einer millionenschweren Passagierin: Linda aus Denver. Sie hat das Weingut auch entdeckt und will den Wein in den USA vertreiben. Vanessa kann sie überreden, sogar richtig fest mit einzusteigen und bietet ihr ihre Anteile zum Kauf an.
Im Gegensatz zum Schiffsarzt haben Annika Keller und Dennis Berger die Liebe noch nicht gefunden.  Die beiden jungen Menschen, die aus 9000 Singles ausgewählt wurden, sollen an Bord des Traumschiffs Teil eines Liebesexperiments werden, was durch Hanna Liebhold geleitet wird. Der Gewinn sind 50 000 Euro für das Paar, falls die beiden sich ineinander verlieben. Doch beide finden sich zunächst unausstehlich, Dennis belächelt Annika für ihre auffälligen Brillen, und Annika hat ein Problem mit rosafarbenen Kleidungsstücken bei Männern, so wie Dennis sie bevorzugt. Hanna Liebhold macht mit ihnen ein Paartest mithilfe von Gummibärchen. Sollte das Paar die gleiche Farbe wählen, hätten sie den gleichen Geschmack, jedoch entscheidet sich Dennis für ein gelbes Gummibärchen und Annika für ein grünes Gummibärchen. Kein gutes Omen. Doch beide möchten ungern auf das Preisgeld verzichten und so vereinbaren sie, so zu tun als wäre das Experiment gelungen. Beim Landausflug in Kapstadt entwickeln sie dann doch Gefühle zueinander und nach einer kleinen Unstimmigkeit, aufgrund eines Missverständnisses, steht ihrer Liebe nichts mehr im Wege.
An Bord ist auch Ordensschwester Magdalena, die im Auftrag der Kirche unterwegs nach Kapstadt ist, um Impfungen und medizinische Ausrüstung nach Südafrika zu bringen. Sie ist schon seit Jahren in der Entwicklungshilfe aktiv und hat sogar bei Adoptionsvermittlungen nach Deutschland geholfen. Eines dieser ehemaligen Townshipkinder ist Lea Bremer. Sie begleitet ihren Adoptivvater auf der Reise und möchte nun ihre leibliche Mutter finden. Lea hofft, dass sie mit Unterstützung von Schwester Magdalena schnell Erfolg haben wird, doch die Ordensschwester versucht ihr den Plan auszureden und will ihr die Chancen deutlich machen, die sie durch diese Adoption bekommen hätte. Ein solches Leben könne sich ein Townshipbewohner nur erträumen. So wiegelt Magdalena ab und meint, es gäbe auch keinerlei Aufzeichnungen aus der damaligen Zeit. Lea lässt sich aber nicht entmutigen und besucht beim Landausflug mit ihrem Vater als erstes die Kirche, in der ihr Vater sie das erste Mal in den Armen gehalten hatte. Dort werden sie von Malaika Balewa, einer jungen Frau, beobachtet, die kurze Zeit später Lea anspricht und ihr von ihrer Mutter berichten will. Lea folgt Malaika und lässt ihren Vater ohne Nachricht zurück. Besorgt wendet sich Thomas Bremer an Kapitän Parger, damit er ihm bei der Suche nach seiner Tochter hilft. Durch einen Hinweis von Schwester Magdalena findet Parger Lea am Grab ihrer Mutter. Balewa erklärt ihr, dass Leas Mutter nie aufgehört hätte nach ihrer Tochter zu suchen und auch ihr hätte Schwester Magdalena das Kind gestohlen, wie vielen anderen auch. Parger weiß nicht so recht, ob er der Frau glauben kann, doch nach Rücksprache mit Schwester Magdalena wird klar, dass die Frauen ihre Kinder nicht ganz freiwillig hergeben hatten und ihre Rückforderungen erfolglos blieben. Schwester Magdalena flüchtet sich in die Ausrede, es wäre Gottes Wille, dass den Kindern eine Chance gegeben werden sollte in Wohlstand und mit Bildung aufzuwachsen, doch in der Konfrontation mit Lea und Malaika sieht sie ein, dass sie das nicht hätte tun dürfen. Sie will sich deshalb dafür einsetzen, den Kontakt von Malaikas Sohn zu seiner leiblichen Mutter, sowie auch der anderen Betroffenen herzustellen.
Unerwartet taucht Moritz Parger auf und bittet seinen Bruder Max, ihm wieder einmal zu helfen. Er sei in Schwierigkeiten geraten, weil ein Container mit Ware verschwunden sein und nun wäre die südafrikanische Mafia hinter ihm her. Als Moritz dann tatsächlich in einem Auto gewaltsam weggebracht wird, eilt Parger ihm nach. Er übergibt das Kommando für die Deutschland kurzerhand an Staff-Kapitän Grimm und verspricht im nächsten Hafen wieder an Bord zu kommen. Nachdem er Moritz bei dessen Problem geholfen hat, kehrt er wie versprochen an Bord des Schiffes zurück.

## Hintergrund
Das Traumschiff: Kapstadt wurde vom 20. Januar 2020 bis zum 1. März 2020 in Kapstadt und auf dem Kreuzfahrtschiff „MS Amadea“ gedreht. Produziert wurde der Film von der Polyphon Film- und Fernsehgesellschaft.
Mit an Bord sind einige bekannte Personen wie die südafrikanische Tänzerin Motsi Mabuse in der Rolle als Malaika Balewa, Joko Winterscheidt als Bruder des Kapitäns Parger und die aus dem Denver-Clan bekannte Schauspielerin Linda Evans als Passagierin auf der Deutschland.

## Rezeption

### Kritiken
Beate Strobel von focus.de wertete: „Kreuzfahrten? Die Boom-Branche ist 2020 ziemlich auf Grund gelaufen – monatelang ging ab März nichts mehr, erst im August konnten die ersten Schiffe wieder dank ausgefeilter Hygienekonzepte die Anker lichten. An Bord gibt es nun keine Party und kaum Unterhaltungsprogramm. Landausflüge finden – wenn überhaupt – unter strenger Aufsicht statt. Soweit die Realität.“ Doch beim Traumschiff ist alles anders! Und  „es wäre nicht ‚Das Traumschiff‘, wenn nicht letztendlich im Mittelpunkt all der mit dem Vorschlaghammer zusammengekloppten Irrungen und Wirrungen die Liebe stehen würde. Diesmal hat eine Partneragentur angeblich den ultimativen Algorithmus der Liebe entdeckt und schickt zwei perfekt zueinander passende Singles […] auf große Reise, um die künstliche Intelligenz zu testen. Mit ein bisschen analoger Unterstützung seitens der Chef-Hostess klappt es auch: Tatsächlich... Liebe.“
Für prisma.de wertete Hans Czerny: „Ein bisschen Fernweh in Corona-Zeiten: ‚Das Traumschiff‘ nimmt die Zuschauer mit nach Kapstadt. Allerdings hatte die Corona-Pandemie auch Auswirkungen auf die Dreharbeiten.“ „Die Szenen auf offener See wurden nicht mehr abgedreht, Corona erzwang die Pause, die Amadea nahm Kurs auf ihre Heimat Wilhelmshaven. Erst im Juni konnten die Deck-Szenen mittels Green-Screen-Trick dann nachgeholt werden.“

### Einschaltquoten
Bei der Erstausstrahlung am 26. Dezember 2020 wurde Das Traumschiff in Deutschland von 6,56 Millionen Zuschauern gesehen, was für das ZDF einen Marktanteil von 20,0 Prozent einbrachte.